# Manuela Bäcker
Manuela Bäcker, auch Manuela Eifrig (* 1984 in Neuss) ist eine deutsche Sängerin, Schauspielerin und Sprecherin, die ihre Stimme unter anderem auch Anime- und Videospielcharakteren leiht. Zu ihren bekanntesten Rollen gehören Karin aus Naruto Shippuden, Maka Albarn aus Soul Eater und Kurisu Makise aus Steins;Gate.

## Leben

### Ausbildung
Bäcker besuchte von 1997 bis 2002 das Gymnasium Norf in Neuss, wo sie dieses mit der Fachoberschulreife verließ. Schon 2001 begann sie eine studienvorbereitende Ausbildung an der Musikschule Neuss, die sie 2003 beendete. Danach machte sie eine Ausbildung zur staatlich anerkannten Bühnendarstellerin mit dem Schwerpunkt Gesang, die sie 2006 beendete.

### Synchronisation
Im Jahr 2006 startete sie ihre Karriere als Synchronsprecherin. Sie synchronisiert viele Neben- und Gastrollen von wechselnden Darstellerinnen und Figuren in Film und Animation. Ihre bekanntesten Rollen dürften wohl Karin in Naruto Shippuden, Maka Albarn in Soul Eater und Kurisu Makise in Steins;Gate sein. In Videospielen leiht sie ihre Stimme oft sogenannten NSC (Nicht-Spieler-Charakter), dabei übernimmt sie meist mehrere Rollen.
Neben Film und Animation spricht sie bei Hörspielen beziehungsweise Hörbüchern mit. Auch dort hat sie vielen Nebencharaktere ihre Stimme geliehen. So hat sie schon mehrmals bei der berühmten Hörspielserie Die drei ??? mitgesprochen.

## Sprechrollen

### Animationsserien
- Seit 1998: Bob der Baumeister  … als Kratzer
- 2008–2011: Die Meeresprinzessinen … als Angelika
- 2009–2013: WordGirl  … als Becky Botsford / Wordgirl
- 2009–2017: Chuggington  … als Leon
- 2009–2017: Naruto Shippuden  … als Karin & Sexy Jutsu
- 2010–2013: Fanboy & Chum Chum … als Nancy Pancy
- Seit 2011: Bob’s Burgers … als Tammy Larsen
- 2011: Soul Eater … als Maka Albarn
- 2011–2012: D.Gray-Man … als Sophia (1.33&34)
- 2011–2014: T.U.F.F. Puppy … als Tammy
- 2012–2016: Fugget About It … als Theresa Maria Falcone
- 2013–2017: Slugterra … als Trixie
- 2014: Akuma no Riddle … als Kouko Kaminaga
- 2014–2015: The Irregular at Magic High School … als Azusa Nakajou
- 2015: Steins;Gate … als Kurisu Makise
- 2015: Noragami … als Tsuguha
- 2015–2016: Fresh Beat Band Spione … als Marina
- 2015–2016: Beyond the Boundary … als Sakura Inami
- 2016: Dusk Maiden of Amnesia: Mädchen der Austreibung … als Yuuko Kirishima (1.06)
- 2016: Küss ihn, nicht mich! … als Amane Nakano
- 2016: Chaos Dragon … als Offizierin (1.03&04)
- 2016–2017: Die Welt der Winx … als Sinka
- Seit 2017: Justice League Action Shorts … als Wonder Woman
- Seit 2017: Der Zauberschulbus ist wieder unterwegs … als Wandas Mutter
- 2017: Nagi no Asukara … als Akari Sakishima
- 2017: Strike the Blood … als Reina Akatsuki
- 2017: Tsugumomo … als Eiko Nago
- 2017–2018: Brynhildr in the Darkness … als Kazumi Schlierenzauer
- 2018: Back Street Girls … als Chika Sugihara
- 2018: In Another World With My Smartphone … als Alma und Ayane
- Seit 2018: Thomas & seine Freunde: Große Welt! Große Abenteuer! ... als Rebecca
- Seit 2019: Pinky Malinky … als Babs Byuteman
- Seit 2019: The Ancient Magus' Bride … als Chika Hatori und Shannon
- 2021: Ich bin eine Spinne, na und? … als Kumoko
- 2022: The Orbital Children … als Nasa

### Fernsehserien
- 2008: Wenn Jane Austen wüsste … als Kitty Bennet
- 2008–2009: Cranford … als Bertha
- 2010: Emmas Chatroom  … als Jessi
- 2010–2013: Dance Academy-Tanz deinem Traum  … als Petra Hoffmann
- 2012: Elmo, das Musical … als Königin (1.02)
- 2012–2014: Reload … als Voice-Over (ab Folge 35, war aber bereits in Folge 30 zu hören)
- 2012–2017: The Mindy Project … als Tamra Webb
- Seit 2015: Jung & vielversprechend … als Nenne
- Seit 2016: Degrassi: Next Class … als Paige Michalchuk (1.05)
- Seit 2016: Teachers … als Chelsea Snap
- 2016: Power Rangers Dino Super Charge … als Poisandra
- 2019: Power Rangers Beast Morphers   ... als Zoey
- Seit 2017: Ich bin Frankie  … als Makayla
- Seit 2017: Detroiters  … als Chrissy
- 2019–2021: Titans … als Dawn Granger / Dove
- seit 2021: HIP: Ermittlerin mit Mords-IQ (HPI: Haut Potentiel Intellectuel) … als Morgane Alvaro
- 2022: Ninjago ... als Orange Ninja

### Filme
- 2009: Das Geheimnis des wilden Mustangs … als Hanna Mills
- 2010: Ultimate Avengers: The Movie … als Janet Van Dyne-Pym / Wasp
- 2010: Ultimate Avengers 2: Rise of the Panther … als Janet Van Dyne-Pym / Wasp
- 2011: Spring Break Killer … als Nikki
- 2012: Ghost Club – Geister auf der Schule … als Angela
- 2013: Die letzte Mätresse … als Olivia
- 2014: Behaving Badly … als Kristen Stevens
- 2014: Billy und die Schneemänner – Ein Rekord für die Ewigkeit … als Mrs. Sherbrook
- 2015: Steins;Gate: Loading Area Of Déjà Vu  … als Kurisu Makise
- 2015: Lucky Them – Auf der Suche nach Matthew Smith … als Charlotte
- 2016: Jessica Darling's It List … als Mrs. Boydston
- 2016: Thomas & seine Freunde – Das große Rennen … als Ashima
- 2017: Turbulent Skies … als Janet
- 2017: Destruction: Las Vegas  … als Heidi
- 2017: SPF-18 … als Camilla Barnes
- 2017: Die Weihnachtskarte … als Ellen Langford
- 2018: The Night Comes for Us … als Shinta
- 2018: La tribu – Rhythmus liegt in der Familie … als Maribel

### Videospiele
- 2011: The Elder Scrolls V: Skyrim (zusätzliche Stimmen)
- 2011: Black Mirror III: Final Fear (zusätzliche Stimmen)
- 2013: Das Schwarze Auge: Memoria … als Prinzessin Sadja
- 2014: The Evil Within … als Laura Victoriano
- 2014: Assassin’s Creed Rogue (zusätzliche Stimmen)
- 2014: The Elder Scrolls Online … als Argonier, Bretonen, Kobolde und Gesang
- 2015: Fallout 4 … als Cait
- 2017: Prey (zusätzliche Stimmen)
- 2019: League of Legends … als Yuumi
- 2020: Resident Evil 3: Nemesis … als Jill Valentine
- 2021: Resident Evil Village … als Cassandra Dimitrescu

### Hörspiele
| Serie                                          | Folge                              | Rolle                                  |
| ---------------------------------------------- | ---------------------------------- | -------------------------------------- |
| Bob der Baumeister                             | Baggis Seerettung                  | Kratzer                                |
| Bob der Baumeister                             | Heppo und das Monster              | Kratzer                                |
| Bob der Baumeister                             | Kratzer braucht Hilfe              | Kratzer                                |
| Bob der Baumeister                             | Kratzer im Alleingang              | Kratzer                                |
| Die drei !!!                                   | Tatort Paris                       | Luise                                  |
| Die drei !!!                                   | Popstar in Not                     | Tamara                                 |
| Die drei !!!                                   | Verliebte Weihnachten              | Peggy Brettschneider                   |
| Die drei !!!                                   | Die Handy-Falle                    | Anna                                   |
| Die drei !!!                                   | Betrug in den Charts               | Isabella                               |
| Die drei !!!                                   | Teuflisches Handy                  | Friederike                             |
| Die drei ???                                   | und der Meister des Todes          | Mary-Ann Leigh                         |
| Die drei ???                                   | und das Phantom aus dem Meer       | Jessy                                  |
| Die drei ???                                   | Geisterbucht                       | Schwester 1                            |
| Die Teufelskicker                              | Spielerin im Abseits               | Simone                                 |
| Die Teufelskicker                              | Falsche Pfiffe                     | Simone                                 |
| Die Teufelskicker                              | Paula im Abseits!                  | Zehra                                  |
| Fünf Freunde                                   | und die Legende der Zwillingseiche | Assistentin                            |
| TKKG                                           | Verbrechen im Rampenlicht          | Natalie                                |
| Hanni und Nanni                                | in ernster Gefahr                  | Kellnerin                              |
| Hanni und Nanni                                | in Paris                           | Babette                                |
| Polly Pocket                                   | Ein fantastisches Abenteuer        | Evie                                   |
| Lissy                                          | Rettung für den Zirkus             | Valerie                                |
| Ich komme in die Schule Wieso? Weshalb? Warum? |                                    |                                        |
| Lehrerin                                       |                                    |                                        |
| Die Arwinger                                   | Fluch und Schicksal zugleich       | Erzähler                               |
| The Satchmo Trilogy                            | Auf dem Planeten Tourette          | Werbesprecherin                        |
| The Satchmo Trilogy                            | Bethleham                          | Werbesprecherin                        |
| The Satchmo Trilogy                            | The Beginning                      | Musicaldarstellerin u. a. Moulin Rouge |
| Todesengel                                     | Reeperbahn                         | zusätzliche Stimmen                    |
| Die Weiße Lilie                                | Tödliche Stille – Kapitel I        | Nachrichtensprecherin                  |
| Die Weiße Lilie                                | Krieg in Boston – Kapitel I        | Nachrichtensprecherin, Sekretärin      |

### Hörbücher
| Titel                   | Autor                                     |
| ----------------------- | ----------------------------------------- |
| Claus, das Chaosmonster | Olaf Schulte, Michael Bandt, Roland Kohle |

## Engagement
| Zeitraum  | Produktion                       | Rolle                   | Theater                                |
| --------- | -------------------------------- | ----------------------- | -------------------------------------- |
| 2006–2008 | ShowBeeDoo                       | Darstellerin            |                                        |
| 2007      | Phantom der Oper                 | Denise                  | Gastspiel Gerhartz / Tourneeproduktion |
| 2008      | Die Libelle / szenische Lesung   | Gesangssolistin Libelle |                                        |
| 2007–2008 | Phantom der Oper                 | Giry                    | Gastspiel Gerhartz / Tourneeproduktion |
| 2008      | Kennt ihr Blauland?              | Farbe Gelb              | Musekater                              |
| 2008–2009 | La belle bizarre du Moulin Rouge | Regieassistentin        | Gastspiel Gerhartz / Tourneeproduktion |
| 2010      | Kleiner Dodo                     | Dodo                    | Alleetheater für Kinder                |
| 2010–2011 | Der kleine Prinz                 | Sternschnuppe           | Alleetheater für Kinder                |
| 2011      | Revolver im Klavier              | Sängerin                | Markthalle Hamburg                     |

## Gesang

### Bands
| Jahr      | Band                           | Mitglied           |
| --------- | ------------------------------ | ------------------ |
| seit 2006 | Robbie and the Williams        | Backgroundsängerin |
| 2007      | Inspiration Gospel Voices      | Sängerin           |
| seit 2009 | Magic Colours                  | Frontsängerin      |
| 2009–2011 | Zsuzsa & the Soulicious        | Backgroundsängerin |
| 2010      | Rock am Regal Band             | Frontsängerin      |
| seit 2011 | 7 Unlimited – Go 90s!          | Frontsängerin      |
| seit 2011 | Metro-Lounge                   | Frontsängerin      |
| seit 2013 | Jan, Jentschi und der gute Ton | Frontsängerin      |

### Werbejingles
| Jahr | Produkt | Quelle |
| ---- | ------- | ------ |
| 2008 | Nivea   | [ 2 ]  |
| 2008 | Lancia  | [ 2 ]  |

## Realfilm
| Jahr | Titel                               | Rolle               | Notizen              |
| ---- | ----------------------------------- | ------------------- | -------------------- |
| 2000 | Anwälte der Toten                   | Tochter             | Fernsehserie von RTL |
| 2000 | Nesthocker – Familie zu verschenken | Freundin            | Fernsehserie von ZDF |
| 2008 | Dementia                            | Schwester Wiesenhof | Kurzfilm             |
| 2010 | Der Dichter                         | Freundin            | Demovideo            |